# Беневенто (провинция)
Беневе́нто (итал. Provincia di Benevento) — провинция в итальянском регионе Кампания с административным центром в городе Беневенто.

## История
Упоминания о герцогстве Беневенто начинаются со 2-й половины VI века. В середине VIII века Беневенто становится княжеством. В 1051 году признаёт власть Папы Римского Льва IX, с 1077 по 1860 год входит в состав папского владения. В 1860 году переходит в состав Сардинского королевства.
26 февраля 1266 года при Беневенто произошло сражение, после которого Карл I Анжуйский стал королём Сицилии и Неаполя.
В 1877 году было подавлено вооружённое восстание бакунистов.